# Катарина Ленголд Маринковић
Катарина Ленголд Маринковић (Петроварадин - Нови Сад, 1904 - Сремски Карловци, 1974) је прва жена адвокат која је тридесетих година 20. века имала сопствену адвокатску канцеларију у Новом Саду и која је била уписана у именик адвоката Адвокатске коморе Војводине. Била је цењена и поштована међу колегама.

## Биографија
Катарина Ленголд Маринковић је рођена на Петроварадину у породици Маринковић. Након основне школе упписала је Женску гимназију у Новом Саду коју је завршила 1923. године. Исте године уписује Правни факултет у Суботици, где је дипломирала 1927. године. У периоду када је она завршила Правни факултет, женама није било дозвољено да раде као адвокати. 
Катарина Ленголд Маринковић је током студија упознала Лава Ленголда, који је дошао у Србију из Русије након 1918. године. Лав је такође дипломирао на Правном факултету у Суботици и касније постао судија. За разлику од њега, Катарина није имала право да постане судија или тужилац, будући да женама то право није било дато све до краја Другог светског рата. Уместо тога, Катарина је била приправник код др Оскара Циприса, а део свог приправничког стажа провела је у Окружном суду у Новом Саду. Године 1932. успешно је положила адвокатски испит и испунила услове за упис у именик адвоката, што је и учинила 2. септембра 1933. године. Њена удаја за Лава Ленголда није дуго трајала, што није било уобичајено у то време, јер патријархално друштво није лако прихватало развод. Међутим, Катарина је храбро наставила свој пут самостално, без обзира на друштвене препреке. До краја живота остала је неудата и није имала деце. Закон о адвокатима за Краљевину Срба Хрвата и Словенаца из 1929. године омогућио је Катарини упис у именик адвоката, наводећи да жене могу обављати адвокатуру. Она је била прва жена у Војводини која је искористила то право.Сахрањена је 1974. године у Сремским Карловцима.

### Каријера и активности
Њена каријера била је посвећена грађанском и породичном праву, а већина њених клијената су биле жене које су се обраћале за помоћ у случајевима развода и подели имовине. Поред адвокатуре, Катарина је била активна у женским покретима, а 1936. године постала је чланица Управе Женског покрета у Новом Саду. Упркос политичким и друштвеним препрекама, Катарина је храбро наставила своју борбу за женска права до краја живота. Током окупације, Катарини је била забрањено од стране нове управе Коморе да обавља адвокатску праксу, али је ипак именована за старатељку Адвокатске коморе Војводине. Захваљујући њеним напорима, комплетна архива Коморе је сачувана од уништења.
Била је активна чланица Међународне организације интелектуалки, та организација је у Југославији имала два седишта у Београду и у Загребу. Када је 1974. године кретала на скуп те организације у Загреб, погинула је у тешкој саобраћајној незгоди. 

### Оснивање Клуба жена адвоката Катарина Ленголд Маринковић
Дана 25. 11. 2022. године, одлуком Управног одбора Адвокатске коморе Војводине, основан је “Клуб жена адвоката Катарина Ленголд Маринковић”.